# Giuseppe Baldo (kněz)
Giuseppe Baldo (19. února 1843, Puegnago del Garda – 24. října 1915, Ronco all'Adige) byl italský římskokatolický kněz, zakladatel kongregace Malých dcer svatého Josefa. Katolická církev jej uctívá jako blahoslaveného.

## Život
Narodil se dne 19. února 1843 v Puegnago del Garda u Brescie jako šesté z devíti dětí farmáři Angelu Baldovi a porodní asistentce Ippolitě Caso. Šest z jeho sourozenců zemřelo v kojeneckém věku. Pokřtěn byl následujícího 20. února ve farním kostele sv. Michaela archanděla od faráře Domenica Ottiniho.
Svá kněžská studia zahájil ve Veroně 7. prosince 1858 a dosahoval v nich vynikajících výsledků. Veronský biskup Luigi di Canossa jej vysvětil na kněze na svátek Nanebevzetí Panny Marie 15. srpna 1865 poté, co obdržel od papeže bl. Pia IX. dispens od potřeby dosažení stanoveného věku. Do roku 1866 byl farním vikářem ve farnosti Montorio a poté do roku 1877 působil jako pedagog na diecézní škole. Dne 17. listopadu 1877 se ujal vedení farnosti v Ronca all'Adige, kterou spravoval až do své smrti.
Založil zde mateřskou školu a jídelnu pro podvyživené děti. V roce 1888 otevřel malou nemocnici s názvem Casa Ippolita a v roce 1893 zřídil útulek pro seniory. Ve svém působišti také založil novou ženskou řeholní kongregaci Malých dcer svatého Josefa, jejíž první postulantky přijaly dne 24. června 1896 řeholní hábity od veronského biskupa a kardinála Luigiho di Canossy. Prvních sedm řeholnic složilo své řeholní sliby v kongregaci 25. června 1897.
Zemřel dne 24. října 1915 v Ronco all'Adige po 22 měsících dlouhé a bolestivé nemoci. Jím založená kongregace se později rozšířila o nové členky i řeholní domy ve více zemích světa.

## Úcta
Jeho beatifikační proces započal dne 11. června 1977, čímž obdržel titul služebník Boží. Dne 26. ledna 1987 jej papež sv. Jan Pavel II. podepsáním dekretu o jeho hrdinských ctnostech prohlásil za ctihodného. Blahořečen byl tímtéž papežem dne 31. října 1989 na Svatopetrském náměstí.
Jeho památka je připomínána 24. října. Bývá zobrazován v kněžském oděvu. Je patronem jím založené kongregace.